# Agrochola laciniatae
Agrochola laciniatae är en fjärilsart som beskrevs av Edward P. Wiltshire 1958. Agrochola laciniatae ingår i släktet Agrochola och familjen nattflyn. Inga underarter finns listade i Catalogue of Life.